# Noël Van Clooster
Noël Van Clooster, né le 2 décembre 1943 à Torhout et mort le 12 juillet 2022 à Tielt, est un coureur cycliste belge, professionnel de 1966 à 1975.

## Palmarès
- 1965
  -  Champion de Belgique sur route indépendants
  - Gand-Ypres
  - Bruxelles-Marke
  - Tour de Belgique amateurs :
    - Classement général
    - 2ea, 3e, 7eb (contre-la-montre) et 8e étapes

  - Grand Prix de l'Escaut indépendants
  - 2ea étape du Tour du Nord
  - 2e de Bruxelles-Liège
  - 3e de Gand-Staden
  - 3e de Gand-Wevelgem amateurs
  - 3e du Grand Prix d'Isbergues
- 1966
  -  Champion de Belgique derrière derny
  - Circuit des Ardennes flamandes - Ichtegem
  - 2e de Gand-Wevelgem
- 1967
  - Grand Prix Marcel Kint
  - 10e de Milan-San Remo
- 1968
  - 4e étape du Tour d'Andalousie
  - GP de Pâques :
    - Classement général
    - 1re et 2e étapes

  - 2e du Circuit des Trois Provinces (Avelgem)
- 1969
  - Circuit du Houtland
- 1970
  - Circuit du Houtland-Torhout
  - Championnat des Flandres
  - 2e du Grand Prix Flandria
  - 2e du Grand Prix Union Dortmund
- 1971
  - Bruxelles-Ingooigem
  - 2e du Grand Prix de la Banque
  - 3e de Bruxelles-Meulebeke
  - 4e du Rund um den Henninger Turm
- 1972
  - Circuit de Flandre orientale
  - 2e de Kuurne-Bruxelles-Kuurne
  - 2e du Tour d'Indre-et-Loire
  - 2e de Bruxelles-Meulebeke
  - 9e du Grand Prix du Midi libre
- 1973
  - Circuit de la région frontalière
- 1974
  - 2e de la Flèche halloise

## Résultats sur les grands tours

### Tour de France
4 participations
- 1967 : 16e
- 1969 : abandon (11e étape)
- 1972 : 77e
- 1974 : 70e

### Tour d'Italie
2 participations
- 1970 : abandon
- 1971 : 54e

### Tour d'Espagne
1 participation
- 1974 : 23e